# 순천그림책도서관
순천그림책도서관은 전라남도 순천시  소재의 도서관이다.

## 이용 안내
이용 시간
- 그림책도서관(본관): 08:00 ~ 18:00
- 종합자료실(별관): 09:00 ~ 18:00

휴관일
- 매주 월요일
- 명절 당일